# Tegenaria hemanginiae
Tegenaria hemanginiae är en spindelart som beskrevs av C. Adinarayana Reddy och Patel 1992. Tegenaria hemanginiae ingår i släktet husspindlar, och familjen trattspindlar. Inga underarter finns listade i Catalogue of Life.